# Scottish Open 1976
Die Scottish Open 1976 im Badminton fanden vom 16. bis zum 17. Januar 1976 in Edinburgh statt.

## Austragungsort
- Meadowbank Sports Centre, Edinburgh

## Sieger und Platzierte
| Disziplin    | Gold                         | Silber                         | Bronze                             |
| ------------ | ---------------------------- | ------------------------------ | ---------------------------------- |
| Herreneinzel | Paul Whetnall                | Ray Stevens                    | Mike Tredgett                      |
| Herreneinzel | Paul Whetnall                | Ray Stevens                    | Derek Talbot                       |
| Dameneinzel  | Gillian Gilks                | Margaret Lockwood              | Susan Whetnall                     |
| Dameneinzel  | Gillian Gilks                | Margaret Lockwood              | Nora Gardner                       |
| Herrendoppel | Ray Stevens Mike Tredgett    | Jim Ansari John Britton        | Paul Whetnall Derek Talbot         |
| Herrendoppel | Ray Stevens Mike Tredgett    | Jim Ansari John Britton        | Jan Smith Sam Cairns               |
| Damendoppel  | Gillian Gilks Susan Whetnall | Margaret Lockwood Nora Gardner | Joanna Flockhart Helen McIntosh    |
| Damendoppel  | Gillian Gilks Susan Whetnall | Margaret Lockwood Nora Gardner | Christine Heatly Christine Stewart |
| Mixed        | Derek Talbot Gillian Gilks   | Mike Tredgett Nora Gardner     | Paul Whetnall Susan Whetnall       |
| Mixed        | Derek Talbot Gillian Gilks   | Mike Tredgett Nora Gardner     | Fraser Gow Christine Stewart       |

## Finalresultate
| Disziplin    | Sieger                       | Finalist                       | Ergebnis          |
| ------------ | ---------------------------- | ------------------------------ | ----------------- |
| Herreneinzel | Paul Whetnall                | Ray Stevens                    | 15–5, 5–15, 15–11 |
| Dameneinzel  | Gillian Gilks                | Margaret Lockwood              | 6–11, 11–4, 11–7  |
| Herrendoppel | Ray Stevens Mike Tredgett    | Jim Ansari John Britton        | 15–7, 15–11       |
| Damendoppel  | Gillian Gilks Susan Whetnall | Margaret Lockwood Nora Gardner | 15–5, 15–2        |
| Mixed        | Derek Talbot Gillian Gilks   | Mike Tredgett Nora Gardner     | 18–17, 15–9       |